# Ouled Abbes
Ouled Abbes là một đô thị thuộc tỉnh Chlef, Algérie. Dân số thời điểm năm 2002 là 7.33 người.